# Ferdinando Paolieri
Ferdinando Paolieri (Firenze, 2 maggio 1878 – Firenze, 4 maggio 1928) è stato uno scrittore, poeta e commediografo italiano.

## Biografia
Giovanissimo si dedicò alla pittura, nella scia dei macchiaioli, esponendo anche a Berlino, ma presto si volse alla scrittura, rimanendo estraneo alle mode letterarie dell'epoca, restando per istinto un poeta domestico e proseguendo sul solco tracciato da Renato Fucini, senza apportarvi le innovazioni di Giovanni Papini o di Curzio Malaparte.
Il 31 agosto 1905 fu iniziato in Massoneria nella Loggia Lucifero di Firenze e il 13 marzo 1906 divenne "Compagno". Scrive per l'editore Nerbini romanzi a sfondo erotico dietro lo pseudonimo Leon Delmar, comparendo però come traduttore. Partì da posizioni anticlericali, poi si avvicinò al cattolicesimo reazionario, fondando nel 1913, insieme a Federigo Tozzi e a Domenico Giuliotti, il settimanale d'ispirazione cattolica La Torre, a Siena. Militò durante la guerra 1915-1918. 
Fu l'ultimo cantore della Maremma, allora selvaggia, abitata da butteri, cacciatori, briganti. Coperta di boschi intricati e di paludi e canneti. Lì e all'Isola del Giglio, all'Impruneta ambientò le sue storie di cui sono protagonisti bracconieri, doganieri e contrabbandieri, guardiani di faro, butteri, briganti, contadini illetterati ma sapienti, ergastolani in fuga dai bagni penali delle Isole toscane (Elba, Pianosa). Il suo linguaggio è semplice e al tempo stesso prezioso, in un italiano perfetto.
Nel poemetto Venere agreste (1908) ha cantato una sensualità e una sana vita campestre, a contatto con la natura.
Per lunghi anni tenne una rubrica di lettere e di arte, sul quotidiano La Nazione di Firenze. Fu autore teatrale, anche in collaborazione con Giovacchino Forzano e librettista di operette.

## Opere principali
- Novelle toscane (1914), Libreria editrice internazionale, Torino.
- Uomini bestie e paesi, SEI, Torino, 1955.
- Novelle selvagge, Tellini editore, Pistoia, 1984.
- Vita di tutti i giorni (1920), Vallecchi, Firenze.
- Novelle Agrodolci (1925), Treves editore, Milano.
- Novelle per i Soldati (1926), Bacher editore, Firenze.
- Natio borgo selvaggio (1922), Vallecchi editore, Firenze.
- Il libro dell'Amore (1919), Vallecchi editore, Firenze.
- I' pateracchio, commedia (1910), Società editrice nazionale, Roma, rappresentato nel 1911.
- Scopino e le sue bestie, commedia (1911), Bemporad, Firenze.
- La Maschera nuda, libretto per l'opera omonima, musicata da Ruggero Leoncavallo.